# Gustaf Theodor Wallén
 (juin 2025).
Gustaf Theodor Wallén, né le 14 décembre 1860 à Stockholm et mort le 15 janvier 1948 à Leksand, est un artiste suédois.

## Biographie
Gustaf Theodor Wallén est le fils du menuisier et concierge Fritz Leonard Wallén et de Maria Gustava Östergren. Il commence à étudier à l'École de l'artisanat, de la construction et de la formation professionnelle de Stockholm en 1878, mais en 1879, il entre à l'Académie royale des beaux-arts de Suède, où il étudie sous la direction de Georg von Rosen. Pendant son séjour à l'Académie, il se lie d'amitié avec Bruno Liljefors, Gottfrid Kallstenius et Anshelm Schultzberg, avec qui il restera associé toute sa vie. Il reçoit la médaille royale en 1887 pour la peinture à l'huile Havsstrand vid Kivik. La médaille royale lui permet de postuler à plusieurs des principales bourses de l'Académie.
Après avoir reçu la grande bourse de voyage de l'Académie en 1888-1892, Wallén se rend en Allemagne, aux Pays-Bas, en Belgique, en Espagne, en Afrique du Nord, en Italie et en France pour un long voyage d'étude. À Paris, il étudie pendant un certain temps avec William Bouguereau à l'Académie Julian, puis à l'Académie Colarossi. Pendant les années parisiennes, il expose au Salon de Paris des dessins consciencieusement élaborés dans un style semi-réaliste. Il voyage souvent à l'étranger pour peindre, passant plusieurs étés dans des endroits tels que Concarneau en Bretagne et Capri en Italie. Il y peint des motifs folkloriques liés à l'œuvre de Carl Skånberg et d'August Hagborg, dont le tableau I sorgehuset, qui reçoit la troisième médaille au Salon de Paris en 1892.
Après avoir étudié à l'étranger, Wallén retourne en Suède et, au milieu de l'année 1890, il suit les cours de gravure d'Axel Tallberg. Il peint des motifs de paysages dans le style romantique national de France et de Dalécarlie, ainsi que des portraits à l'huile ou à l'aquarelle. En tant que sculpteur, il est surtout connu pour ses petites sculptures, comme les reliefs sur les portes de Konstnärshuset et de St Göran à l'entrée de l'Académie des beaux-arts. Wallén était un dessinateur très motivé et très en forme, qui réalisait parfois des dessins de très grand format, notamment des dessins de 1,5 mètre de haut avec des études des habitants de Leksand travaillant dans les champs pour l'école secondaire populaire de Leksand. Il avait exercé ses compétences techniques lors de visites en Espagne afin de réaliser des copies très exactes, par exemple, de l'Infante Margarita Teresa de Diego Velázquez.
Wallén a participé aux expositions de l'Académie royale de Suède en 1885 et 1887 et a été représenté dans certains salons parisiens à la fin du XIXe siècle. Pendant plusieurs années, à partir de 1894, il a participé aux expositions de l'Association des artistes suédois à Stockholm et, à partir de 1926, aux expositions de l'Association artistique de Dalécarlie à Falun. Il a également participé à l'exposition d'art nordique à Copenhague en 1888, à l'exposition d'art suédois des années 1880 et 1890 au Liljevalchs konsthall en 1931, au salon de l'Association générale d'art suédois à Stockholm en 1932, ainsi qu'à l'exposition Opponents of 1885, qui a été présentée au Musée national en 1945. Cependant, Wallén vivait en reclus et était réticent à vendre ses œuvres, et ce n'est qu'en 1947, à l'âge de 87 ans, qu'il a fait ses débuts avec une exposition individuelle à la galerie d'art de Börjesson à Göteborg. Une exposition commémorative de son œuvre a été organisée à Walléngården en 1949.
Wallén est représenté au musée national de Stockholm, au musée Falu et à la galerie d'art de Leksand. Le tableau I sorgehuset appartient au musée d'Orsay, mais est déposé au musée des Beaux-Arts de Quimper, en Bretagne.
En 1882, Wallén entreprit avec Alf Wallander une randonnée sur la Dalälven et en Norvège, qui donna lieu à plusieurs croquis de voyage, aujourd'hui conservés au Walléngården de Leksand. Sa randonnée a renforcé le rêve de Dalécarlie qu'il nourrissait depuis sa jeunesse et, au tournant du siècle, il s'est installé à Leksand. Il y avait alors autour de Leksand un cercle d'artistes dont Gustaf Ankarcrona était la figure centrale, et il se joignit rapidement au groupe. À Leksand, il construit la maison d'artiste Högstugan en 1908-1912, sur deux étages, en bois rond. Il sculpte lui-même les détails intérieurs.
Peu avant sa mort, le jour de son 87e anniversaire, Wallén fait don de sa maison et de son atelier à Leksand, jetant ainsi les bases de la Hantverkets Folkhögskola (aujourd'hui Leksand Folkhögskola). La maison est gérée par la Fondation Walléngården. Il a également fait don d'une importante somme d'argent à la Fondation Wallén pour promouvoir l'étude de l'artisanat et des arts et métiers auprès des jeunes.